# پیتر سیرچ
پیتر سیرچ (انگلیسی: Peter Sirch؛ زادهٔ ۳۰ دسامبر ۱۹۶۱) بازیکن فوتبال اهل آلمان است.
از باشگاه‌هایی که در آن بازی کرده‌است می‌توان به باشگاه فوتبال بایرن مونیخ ۲، باشگاه فوتبال مونیخ ۱۸۶۰، باشگاه فوتبال آستریا زالتسبورگ، باشگاه فوتبال بایرن مونیخ، و باشگاه فوتبال ردبول زالتسبورگ اشاره کرد.